# Rider Strong
Rider Strong (San Francisco, 11 december 1979) is een Amerikaanse acteur.
Strong werd vooral bekend door zijn rol in de televisieserie Boy Meets World, waarin hij Shawn speelde. Hij speelde echter ook gastrollen in series als Party of Five en The Practice. Hij verleende zijn stem aan Brick Flagg in de animeserie Kim Possible.

## Filmografie
- 2005: On the Rocks
- 2004: Mojave
- 2003: Cabin Fever
- 2003: The Graduate
- 2001: Buck Naked Arson
- 2001: The Last Hit
- 1998: My Giant
- 1994: Summertime Switch
- 1993: Benefit of the Doubt
- 1991: Long Road Home
- Time Trax
- Davis Rules
- Going Places
- Nurses Evening Shade
- Empty Nest
- Party of Five
- Maybe This Time
- The Practise
- Invasion America
- Roughnecks: Starship Troopers Chronicles
- Batman Beyond
- Superman
- The Pact
- Shades of Blue
- Law & Order
- Politicaly Incorrect With Bill
- Oddvile
- Les Misérables
- Home Improvement

- Biblioteca Nacional de España: XX4605456
- Bibliothèque nationale de France: cb145639210 (data)
- Gemeinsame Normdatei: 1061316424
- International Standard Name Identifier: 0000 0001 1557 0848
- Library of Congress Control Number: no2005092317
- MusicBrainz: 3f8670c3-330a-4759-9874-b80383ad7482
- Système universitaire de documentation: 150157444
- Virtual International Authority File: 71131285
- WorldCat: E39PBJxCxpcfDh8hFBhwtk4Xh3